# フィラデルフィア半導体指数
フィラデルフィア半導体指数（フィラデルフィアはんどうたいしすう、英語: PHLX Semiconductor Sector Index）またはフィラデルフィア半導体株価指数は、アメリカ合衆国の株価指数。SOX指数とも呼ばれる。NASDAQ OMX PHLX（旧・フィラデルフィア証券取引所）が算出、公表している。
半導体の設計・製造・流通・販売を行う半導体産業30社で構成される。1993年12月1日を基準日とし、その日の基準値を200として算出する時価総額加重平均型株価指数である。
アメリカ合衆国の証券取引所に上場する企業で構成されるが、アメリカ合衆国の企業であることは要件ではない。一例として、2020年12月時点においては、TSMC (台湾積体電路製造)、ASML、NXPセミコンダクターズが構成銘柄に採用されている。
IT産業の先行き景況感を示す代表的指数として世界的に参照されている。
半導体が使用される産業は、パーソナルコンピュータ、スマートフォン、家庭用電気機械器具、自動車等多岐にわたることから「産業の米」とも呼ばれており、半導体需要がこれらの景気動向に大きく左右されることから、SOX指数は、景気の先行指標としても知られている。

## 構成銘柄
2024年1月2日時点での構成銘柄。
- ASML  (ASML)
- アドバンスト・マイクロ・デバイセズ  (AMD)
- アナログ・デバイセズ (ADI)
- アプライド・マテリアルズ (AMAT)
- ブロードコム (AVGO)
- インテル (INTC)
- KLAコーポレーション (KLAC)（英語版）
- ラムリサーチ (LRCX)
- ラティスセミコンダクター (LSCC)
- マーベル・テクノロジー・グループ (MRVL)
- マイクロチップ・テクノロジー (MCHP)
- マイクロン・テクノロジ (MU)
- モノリシック・パワー・システムズ (MPWR)（英語版）
- NVIDIA (NVDA)
- NXPセミコンダクターズ (NXPI)
- オン・セミコンダクター (ON)
- クアルコム (QCOM)
- スカイワーク・ソリューションズ (SWKS)（英語版）
- TSMC (台湾積体電路製造) (TSM)
- テラダイン (TER)（英語版）
- テキサス・インスツルメンツ (TXN)
- ラムバス (RMBS)
- GlobalFoundries (GFS)
- Coherent Corp. (COHR)
- アムコアテクノロジー (AMKR)
- Entegris (ENTG)
- Allegro MicroSystems (ALGM)
- Axcelis Technologies (ACLS)
- Wolfspeed (WOLF)
- Qorvo (QRVO)

　　　　　　

指数終値最高値  2024年7月10日　5,904.54
　　　